# Pedro Vidal (militar)
Pedro Vidal y Gil de Ledesma (Lebrija, 1836 - Ibíd., 9 de julio de 1887) fue un militar español.

## Biografía
Era hijo de Cristóbal Vidal y de Manuela Gil de Ledesma, naturales ambos de Lebrija. Se casó en primeras nupcias con Lucila Salcedo Pérez y en segundas nupcias con Rosario Martínez de Velasco, hija del general carlista Gerardo Martínez de Velasco.
Siendo comandante de Infantería del Ejército español, en 1873 pidió el retiro e ingresó en el ejército carlista del Norte, llegando a obtener el empleo de coronel por méritos de guerra. Se distinguió en las batallas de Bilbao, Somorrostro, Portugalete y San Pedro Abanto. Fue después jefe de Estado Mayor del ejército del Centro hasta 1874, en que regresó al Norte. Ejerció allí el cargo de comandante general de Cantabria, y al terminar la guerra emigró a Francia con Don Carlos, quien le nombró general de brigada, falleciendo, pocos años después de su regreso a España.
De su primer matrimonio tuvo por hijo a Cristóbal Vidal Salcedo, y del segundo a Gerardo y Lucila Vidal Martínez de Velasco.
En su honor le fue dedicada en Lebrija una calle que lleva el nombre de «Juan Pedro Vidal».